# Feldatal
Feldatal é um município da Alemanha, no distrito de Vogelsbergkreis, na região administrativa de Gießen, estado de Hessen.